# Dooly megye
Dooly megye az Amerikai Egyesült Államokban, azon belül Georgia államban található. Megyeszékhelye és legnagyobb városa Vienna. Lakosainak száma 11 208 fő (2020. április 1.). Dooly megye Houston, Crisp, Pulaski, Wilcox, Sumter és Macon megyékkel határos.

## Népesség
A megye népességének változása:
| Lakosok száma | 14 837 | 14 545 | 14 316 | 14 304 | 14 035 | 11 208 |
|               | 2010   | 2011   | 2012   | 2013   | 2015   | 2020   |